# Persistence of Time
Persistence of Time (с англ. — «Постоянство времени») — пятый студийный альбом американской метал-группы Anthrax, выпущенный в августе 1990 года лейблами Megaforce Worldwide и Island Records.
Тексты альбома концептуальны и полностью посвящены бескомпромиссному обличению пороков современного общества. Это последний полноформатный альбом Anthrax с вокалистом Джоуи Белладонной до альбома Worship Music 2011 года.
Диск занял 24-е место в американском чарте Billboard 200.

## Список композиций
Слова и музыка всех песен — Anthrax, кроме «Got the Time», написанной Джо Джексоном.
| №  | Название                | Длительность |
| -- | ----------------------- | ------------ |
| 1. | «Time»                  | 6:55         |
| 2. | «Blood»                 | 7:13         |
| 3. | «Keep It in the Family» | 7:08         |
| 4. | «In My World»           | 6:25         |
| 5. | «Gridlock»              | 5:17         |

| №   | Название                                   | Длительность |
| --- | ------------------------------------------ | ------------ |
| 6.  | «Intro to Reality» (инструментальный трек) | 3:23         |
| 7.  | «Belly of the Beast»                       | 4:47         |
| 8.  | «Got the Time» (Joe Jackson cover)         | 2:44         |
| 9.  | «H8 Red»                                   | 5:04         |
| 10. | «One Man Stands»                           | 5:38         |
| 11. | «Discharge»                                | 4:12         |

| №   | Название                                | Длительность |
| --- | --------------------------------------- | ------------ |
| 12. | «Protest and Survive» (Discharge cover) | 2:22         |

## Состав
Члены группы
- Джоуи Белладонна — вокал
- Дэн Спитц — соло-гитара
- Скотт Иэн — ритм-гитара, соло-гитара в песнях «Got the Time» и «Protest and Survive», гармоническая гитара на «Intro to Reality», вокальное вступление к песне «In My World», ведущий вокал в песне «Protest and Survive»
- Фрэнк Белло — бас-гитара
- Чарли Бенанте — ударные, гармоническая гитара на «Intro to Reality»

Производство
- Anthrax — продюсеры, надписи на обложке диска
- Mark Dodson — продюсер, звукорежиссёр
- Steve Thompson, Michael Barbiero — сведение в Electric Lady Studios, Нью-Йорк
- Greg Goldman, Brian Schueble, Marnie Bryant, Ed Korengo — помощники звукорежиссёра
- Bob Ludwig — мастеринг в Masterdisk, Нью-Йорк
- Jon и Marsha Zazula — исполнительные продюсеры, менеджеры
- Don Brautigam — обложка
- Waring Abbott — фотография

Команда
- Rick Downey — освещение, менеджмент
- George Geranios — звукооператор sound
- Paul Crook — гитарный техник Дэна Шпица
- Mike Tempesta — гитарный техник Скотта Иэна
- Troy Boyer — бас-гитарный техник Фрэнка Белло
- Walter Gemenhardt — барабанный техник Чарли Бенанте
- Art Ring, Maria Ferrero — менеджмент